# Agelenopsis spatula
Agelenopsis spatula är en spindelart som beskrevs av Chamberlin och Ivie 1935. Agelenopsis spatula ingår i släktet Agelenopsis och familjen trattspindlar. Inga underarter finns listade i Catalogue of Life.